# Humačka ploča
Humačka ploča (XI. ili XII. stoljeće) spada među najstarije spomenike pismenosti u Bosni i Hercegovini, a pisana je na staroslavenskom jeziku, bosančicom, s uporabom pet slova na glagoljici. Bila je do 1958. uzidana u pročelje franjevačkog samostana na Humcu pored Ljubuškog u Hercegovini, a čuva se u muzeju humačkog franjevačkog samostana. Ploča je duga 68 cm, široka 59 cm, debela 15 cm i teška 124 kg. Natpis ima 80 slova u 25 riječi. Vjeruje se da potječe iz 10. stoljeća. Natpis na ploči je uklesan spiralno u tri reda u obliku čeverokuta, kako bi se mogao čitati prilikom obilaska oko oltara.

## Transkripcija, transliteracija i suvremeni prijevod
Transkribirani tekst Humačke ploče izgleda ovako:
†уимeоцаис׀׀наистагo׀׀дха.ceцкиа׀׀гламила׀׀азидаǫукъ׀׀рсмиръ׀׀синъбрe׀׀тъжупи׀׀вруцъ׀׀ижна׀׀eгап׀׀ица׀׀
Transliterirani tekst, dopunjen ispuštenim slovima, izgleda ovako:
† u ime otъca i sina i svetago duha. se jestъ crъki arhanđela mihovila a zida jǫ u kъrsmirъ sinъ bretъ župi vrulъcъ i žena jega pavica
Tekst Humačke ploče u suvremenom prijevodu može se razumjeti ovako:
† U ime Oca i Sina i Svetoga Duha. Ovo je crkva arhanđela Mihovila, a zida ju Krsmir, sin Bretov, župi Vruljac, i žena njegova Pavica.
Mnogi znanstvenici su pokušali objasniti natpis, ali on je još uvijek lingvistička, arheološka i povijesna zagonetka. Mnoga pretpostavljena imena su povijesno nepotvrđena, posebice ime župe. Tako se za osobu koja je zidala spominje Krsmir, Kresimir ili Krešimir, Uskrsmir; ime njegove žene je Pravica ili Pribica, po nekima i Pavica. Slično je i s imenom oca, a najveća enigma jest ime župe, koja se tumači najčešće kao Vrulac ili kao Urun, a postoje i druga tumačenja.
I sam smještaj crkve Sv.Mihovila, koja se spominje u tekstu, je nepoznanica, njeni ostaci nisu pronađeni. Njen smještaj se pretpostavlja jednom pretpostavkom. Prilikom štovanja Sv. Mihovila, koji je ratnički svetac, crkve se obično grade na uzvisinama. Najbliža pogodna uzvisina je upravo Humac.